# Wielbłądzi Grzbiet
Wielbłądzi Grzbiet (Wielbłądzi Garb) – najwyższy szczyt Mierzei Wiślanej i najwyższa stała wydma w Europie o wysokości 49,5 m n.p.m. To jedyny naturalny punkt na Mierzei, z którego widać równocześnie Zatokę Gdańską i Zalew Wiślany. 
Wielbłądzi Garb leży na północno-wschodnim krańcu Krynicy Morskiej, tuż przy żółtym szlaku turystycznym, około czterdzieści minut marszu z centrum miejscowości. Po wyjściu z Krynicy Morskiej w kierunku Nowej Karczmy ulicą Gdańską, znaki szlaku skręcają w prawo, w stronę Zalewu Wiślanego, którego brzegiem prowadzą przez kilkaset metrów. Następnie dróżka wspina się na niewielką przełęcz, skąd stumetrowej długości ścieżka prowadzi na sam szczyt do wieży widokowej.